# میدلتون غربی (ایندیانا)
میدلتون غربی (به انگلیسی: West Middleton) یک منطقهٔ مسکونی در ایالات متحده آمریکا است که در شهرستان هوارد، ایندیانا واقع شده‌است. میدلتون غربی ۲۵۰ نفر جمعیت دارد و ۲۵۲٫۰۷ متر بالاتر از سطح دریا قرار دارد.